# Niozelles
Niozelles – miejscowość i gmina we Francji, w regionie Prowansja-Alpy-Lazurowe Wybrzeże, w departamencie Alpy Górnej Prowansji.

## Demografia
Według danych na rok 1990 gminę zamieszkiwało 170 osób, a gęstość zaludnienia wynosiła 16 osób/km². W styczniu 2015 r. Niozelles zamieszkiwało 280 osób, przy gęstości zaludnienia wynoszącej 26,3 osób/km².